# 1996 XQ32
1996 XQ32 är en asteroid i huvudbältet som upptäcktes den 6 december 1996 av de båda japanska astronomerna Seiji Ueda och Hiroshi Kaneda i Kushiro.
Asteroiden har en diameter på ungefär 4 kilometer.